# حکومت
حکومت، ساختاری است که یک کشور یا جامعه توسط آن اداره می‌شود. حکومت غالباً برای اشاره به کل ساختار سیاسی یک کشور بکار می‌رود اما ممکن است گاهی برای اشاره به قوهٔ مجریه نیز استفاده شود. در حالت نخست، حکومت شامل قوهٔ مقننه و قضائیه هم می‌گردد. شیوهٔ حکومت «رژیم»، «نظام حکومتی» یا «نظام» خوانده می‌شود. علاوه بر کشورها، سازمان‌های مذهبی همچون کلیساها، شرکت‌ها، کلوب‌ها و سایر مجموعه‌های زیرملی نیز شیوهٔ حکومتی دارند. حکومت در معنای کلی، ابزاری برای اِعمال سیاست‌های کشوری و همچنین سازوکاری برای تعیین خط مشی‌های کشور است.
تمام کشورها با حکومت‌هایی که از پی هم می‌آیند، اداره می‌شوند. هر حکومتی که جایگزین حکومت دیگر می‌شود متشکل از بدنه‌ای از افراد است که تصمیمات سیاسی را اتخاذ کرده و بر اجرای آن‌ها نظارت دارند. کارکرد ایشان این است که قوانین را ایجاد کرده و آن‌ها را عملی سازند و در مواقع اختلافات و درگیری‌ها میان طرفین دعوا داوری کنند. در بعضی از جوامع، این حکومت‌ها به گونه‌ای ابدی یا موروثی کنترل امور را در دست دارند. در دیگر جوامع که دموکراسی در آن‌ها نقش به سزایی دارد، نقش‌های سیاسی در جای خود باقی می‌مانند اما جا به جایی در میان افرادی است که در این نقش‌ها و موقعیت‌ها قرار می‌گیرند.
حکومت از هر نوع که باشد، به شیوه‌های گوناگون بر همهٔ فعالیت‌های انسانی تأثیر می‌گذارد. از این رو است که دانشمندان علوم سیاسی بر این باورند که نباید حکومت را به تنهایی مطالعه کرد بلکه در کنار آن باید انسان‌شناسی، اقتصاد، محیط‌زیست، تاریخ، فلسفه، علم و جامعه‌شناسی را هم مطالعه نمود.

## علم سیاست

### واژه‌شناسی
حکومت در لغت به معنای فرمانفرمایی و حکمرانی است و بدین معنا، برای آن وجود رابطه پایدار فرماندهی و فرمانگزاری میان فرمانفرما و فرمانگزار لازم است.
واژه حکومت از ریشه عربی حکم می‌آید که به معنی قضاوت کردن و دستور دادن و داوری کردن و همین‌طور جلوگیری کردن و دهنه زدن به اسب است. این واژه با واژه حکمت به معنی دانایی نیز هم‌ریشه است.
واژه حکومت در زبان انگلیسی گاورمِنت (به انگلیسی: Government) نامیده می‌شود. این واژه ریشه در سالیان دور دارد و در انگلستان قرون وسطی، فرانسه باستان و یونان باستان رواج داشته است. ریشه این واژه در زبان انگلیسی به کلمه یونانی آن بازمی‌گردد و از انشقاق چند کلمه مجزا تشکیل شده است. در بریتانیا (و بسیاری از دیگر کشورهای جهان که از نظام سیاسی این کشور تأثیر پذیرفته‌اند)، این واژه به شاخه اجرایی و قوه مجریه دولت نیز به‌طور خاص گفته می‌شود، این مفهوم بریتانیایی از Government معادل اما مفهوم آمریکایی Administration است که در آمریکا به قوه مجریه آن اشاره دارد. در آمریکا واژه Government به نظامی گسترده‌تر نظر دارد که تحت آن کشور مورد سازمان‌دهی و اداره قرار می‌گیرد.

### طبقه‌بندی حکومت
در علم سیاست، مدت‌ها هدف اندیشمندان این بوده است که بتوانند سیاست را طبقه‌بندی و تیپ‌شناسی کنند، چرا که این دسته‌بندی نظام‌های سیاسی تاکنون به گونه‌ای واضح و صریح صورت نگرفته است. این امر به ویژه در رشته‌های سیاست تطبیقی و روابط بین‌الملل در علم سیاست اهمیت بسیار می‌یابد.
در بدایت امر، معرفی نوعی از حکومت به نظر آسان می‌رسد، چرا که تمام انواع حکومت‌ها شکل‌هایی رسمی دارند. ایالات متحده یک جمهوری فدرال است، در حالی که اتحاد جماهیر شوروی سابق یک جمهوری سوسیالیستی بود. با این وجود تعریف و معرفی کردن نظام‌های سیاسی با بررسی یک نمونه آن‌ها نمی‌تواند علمی تلقی شود و آن گونه که کوپستین و لیچباخ بحث می‌کنند این تعاریف می‌توانند غلط‌انداز باشند. برای مثال، انتخابات، یک شاخصهٔ اصلی در تعریف دموکراسی است، اما در عمل انتخاباتی که در اتحاد جماهیر شوروی سابق برگزار می‌شد، آزادانه و منصفانه نبودند (هرچند در منصفانه و آزادانه بودن دیگر انتخابات هم بحث‌هایی وجود دارد) و در یک حکومت تک حزبی انجام می‌یافت؛ بنابراین طبق بسیاری از طبقه‌بندی‌های علم سیاست نمی‌توان آن نظام را دموکراتیک در نظر گرفت.
پیچیدگی دیگر، این است که تعداد بسیاری از نظام‌های سیاسی از جنبش‌های اجتماعی-اقتصادی نشأت گرفته‌اند و وقتی این جنبش‌ها به قدرت رسیده‌اند و حکومت را در دست گرفته‌اند، احزاب مشارکت جسته در آن جنبش‌ها، خود را با توجه به نام آن جنبش نام‌گذاری کرده‌اند؛ و بسیاری از این‌ها شاید از نظر ایدئولوژی سیاسی نظراتی یکسان یا مشابه داشته باشند.
تجربه‌ای که این جنبش‌ها بعد از رسیدن به قدرت از خود به جای گذاشته‌اند و اصرار شدید آن‌ها برای تشکیل یک حکومت منحصربه‌فرد، می‌تواند باعث این شود که ایشان خودشان را گونه‌ای خاص و جدید از حکومت در نظر بگیرند.
یک پیچیدگی مهم‌تر در این زمینه این است که اجماعی عمومی بر سر واژه‌ها و نهادهای به کار گرفته در حکومت‌ها و کشورهای متفاوت وجود ندارد و البته این به خاطر طبیعت خود سیاست در دوران مدرن است. برای مثال: معنای محافظه‌کاری در ایالات متحده اشتراک کمی با معنای این واژه در نقاط دیگر دنیا دارد. همان‌طور که ریبوفو (۲۰۱۱) نیز اشاره می‌کند: آنچه که امریکاییان امروزه آن را محافظه‌کاری می‌نامند در اکثر دنیا لیبرالیسم یا نئولیبرالیسم نامیده می‌شود. از دهه ۱۹۵۰ محافظه‌کاری در ایالت متحده ارتباطی شدید و تنگاتنگ با حزب جمهوری‌خواه این کشور دارد. 
با این وجود در دوران تبعیض نژادی بسیاری از ایالت‌های دموکرات جنوبی خود را محافظه کار می‌دانستند و نقشی کلیدی را در ائتلاف محافظه‌کاران که کنگره را در سال‌های ۱۹۳۷ تا ۱۹۶۳ اداره می‌کرد، بازی کردند.
تمام کشورها در دنیا توسط نظامی حکومتی اداره می‌شوند که حداقل دو تا (یا بیشتر) از ویژگی‌های زیر را داشته باشد، برای مثال ایالات متحده یک جامعه تمام عیار سرمایه‌داری نیست، چرا که حکومت این کشور در واقع فراهم‌کننده خدمات اجتماعی برای شهروندانش نیز می‌باشد. 
به علاوه نظر یک فرد دربارهٔ نوع حکومت ممکن است با نظر دیگری دربارهٔ نوع همان حکومت متفاوت باشد، برای مثال برخی ممکن است معتقد باشند که ایالات متحده حکومت اغنیا است تا این که یک دموکراسی باشد، چرا که توسط ثروت مندان اداره می‌شود. همیشه و در هر حکومتی مواردی خاکستری است و همه چیز را نمی‌توان سیاه یا سفید در نظر گرفت. حتی در کشورهایی که از همه بیشتر لیبرال دموکراسی هستند ممکن است بعضی از فعالیت‌های سیاسی محدود شده باشند و حتی در ستمگرترین دیکتاتوری‌ها نیز نیاز به جلب حمایت گسترده وجود دارد، بنابراین بسیار سخت است که تمام حکومت‌ها را در طبقه‌هایی مضیق و محدود دسته‌بندی کنیم.

### اشکال منطقی حکومت
فیلسوف کلاسیک یونان، افلاطون دربارهٔ پنج شکل نظام‌های سیاسی بحث می‌کند. این پنج شکل، شایسته سالاری (آریستوکراسی)، مالک سالاری (تیموکراسی)، اشراف سالاری (اولیگارشی)، مردم سالاری (دموکراسی) و استبداد می‌باشند. افلاطون هر شخصی را به یکی از این نظام‌ها وصل می‌کند تا بتواند منظور خود را بهتر روشن کند. برای مثال مرد ستمگر نماینده رژیم استبدادی است. این پنج رژیم به تدریج به ترتیب از بالا که آریستوکراسی است تا پایین که استبداد است روندی رو به انحطاط خواهند داشت.
در جایی که افلاطون در کتاب جمهوری وقت بسیاری را بر سر توصیف نظریات سقراط در یک مکالمه می‌گذارد، در انتهای بحث به این نتیجه می‌رسد که در واقعیت چهار نوع رژیم سیاسی وجود دارند و سعی دارند جای یکدیگر را بگیرند: تیموکراسی، اولیگارشی، دموکراسی و استبداد یا شاهنشاهی.

## حاکمیت
حاکمیت شامل این مفاهیم است:
1. وضع و اصلاح قوانین
2. قدرت سیاسی و اخلاقی دولت
3. استقلال سیاسی و قضایی یک جامعه

حاکمیت بسته به نوع و شیوه حکومت متفاوت است. در جمهوری‌ها معمولاً حاکمیت را به مردم نسبت می‌دهند و در پادشاهی‌ها به پادشاه نسبت داده می‌شود. حاکمیت خود دو نوع است. حاکمیت داخلی به معنی قدرتهایی که دولت بر اتباع خود یا بر خارجیان ساکن کشور خود یا کشتیهایش در دریاهای آزاد دار. حاکمیت خارجی شامل حق داشتن روابط با سایر دولتها یا بستن قرارداد و اعلان جنگ است. حاکمیت داخلی شامل حاکمیت سیاسی و حاکمیت قضایی است. دولتها ممکن است حاکمیت خارجی نداشته و این حاکمیت را به دولت دیگری واگذار کرده باشند که در این صورت دولت تحت‌الحمایه نام دارند.

## شکل‌های حکومت
منظور از شیوه‌های حکومت، مجموعه‌ای از نظام‌ها و نهادهای سیاسی است که ساختار یک حکومت خاص را تشکیل می‌دهند.
توصیف حکومت می‌تواند بر اساس این ویژگی‌های زیر باشد:

### دسته‌بندی بر اساس نهادهای تصمیم‌ساز

#### دسته‌بندی بر اساس شایسته‌سالاری
حکومتی که بر اساس شایسته‌سالاری شکل گرفته است به‌طور سنتی به دست عده‌ای معدود از بهترین افراد آن جامعه اداره و سازمان‌دهی می‌شود، بدون هیچ گونه دخالتی از سوی اکثریت افراد جامعه، این گروه کوچک معمولاً خصیصه‌های مشترکی را با هم در اشتراک دارند. شکل مخالف و متضاد حکومت شایسته سالار، ناشایسته سالاری یا پخمه سالاری است (یا کاکیستوکراسی که در آن حکومت به دست گروهی کوچک از بدترین مردم آن جامعه اداره می‌شود). در ادامه به تعریف و توضیح چند مدل از حکومت‌های مبتنی بر شایسته سالاری می‌پردازیم:

##### آریستوکراسی
نخبه سالاری یا اشراف سالاری، حکومتی است که به دست عده‌ای از شهروندان نخبه خود اداره می‌شود؛ در این نظام حکومتی، شخصی که به اداره کشور می‌پردازد خود از طبقه اشراف است. این اشرافیت هم بستگی به خاندان فرد و تولد وی در خانواده‌ای اشرافی دارد. یک آریستوکراسی حکومتی است از بهترین مردم. آریستوکراسی با اصالت خانوادگی تفاوت دارد. در اصالت خانوادگی فقط یک خاندان بر کشور حکومت می‌کنند ولی در آریستوکراسی چندین خاندان اشرافی به این کار مبادرت می‌ورزند و هر یک از ایشان می‌توانند رویکرد متفاوتی را در اداره کشور اتخاذ کند.

##### جینیوکراسی
یا هوشمند سالاری، حکومتی است که توسط باهوش‌ترین و نخبه‌ترین افراد اداره می‌شود؛ در این نظام حکومتی ویژگی‌هایی همچون خلاقیت، نوآوری، هوش و خرد برای کسانی که می‌خواهند در مناصب حکومتی حضور داشته باشند ضروری است.

##### کراتوکراسی
یا قدرت سالاری، حکومتی است که توسط قدرتمندان اداره می‌شود؛ در این نظام حکومتی آن‌هایی که از قدرت کافی برخوردارند تا بتوانند با نیروی جسمی و فیزیکی یا حیله‌گری، قدرت را در دست بگیرند و بر دیگران فائق شوند، در راس امور قرار می‌گیرند.

##### مریتوکراسی
یا سزاوار سالاری، حکومتی است که توسط سزاوارترین و محق‌ترین افراد اداره می‌شود؛ در این نظام حکومتی گروه‌هایی ایجاد می‌شوند که بر اساس توانایی و دانش افراد در آن زمینه و مشارکت‌شان در جامعه شکل گرفته‌اند.

##### تیموکراسی
یا مالک سالاری، حکومتی است که بر اساس افتخار و شرافت اداره می‌شود؛ این نظام حکومتی توسط شهروندان با عزت و صاحبان املاک و دارایی‌ها اداره می‌شود. سقراط تیموکراسی را به عنوان نوعی از حکومت معرفی می‌کند که در آن افراد بر اساس میزان شرافت و افتخاری که در جامعه کسب کرده‌اند، انتخاب شده و در مصدر امور قرار می‌گیرند. این‌گونه از تیموکراسی در این معنا بسیار شبیه مریتوکراسی است. فئودالیسم اروپایی و آمریکا پس از انقلاب نمونه‌هایی تاریخی از این مدل هستند، شهر-حکومت اسپارتا نیز مثال واقعی دیگری برای این مدل از حکومت در نظر گرفته می‌شود.

##### تکنوکراسی
یا فن‌سالاری، حکومتی است که توسط افراد تحصیل کرده یا متخصصان حرفه‌ای اداره می‌شود، در این نظام حکومتی اشخاصی که تخصص یا مهارتی خاص در زمینه‌های متفاوت علمی و فناوری دارند در مصدر امور قرار گرفته و تمام تصمیم‌گیری‌ها را به دست می‌گیرند. در این نظام پزشکان، مهندسان، دانشمندان، متخصصان، افراد فنی که از دانش نیز برخوردار هستند، کارشناسان و افراد دارای مهارت در بدنه حکومت قرار می‌گیرند تا این که بخواهد آن حکومت جایی باشد برای سیاستمداران، بازرگانان و اقتصاددانان. در یک تکنوکراسی اشخاص تصمیم‌گیر بر اساس میزان دانش و مهارت‌شان در رشته‌های مرتبط خویش، انتخاب می‌شوند.

#### دسته‌بندی بر اساس استبدادی بودن
حکومت‌هایی که ویژگی‌هایی استبدادی دارند، توسط یک شخص اداره می‌شوند که تمام قدرت آن کشور را به تنهایی در دست دارد. جمهوری روم برای زمان‌های جنگ به انتصاب دیکتاتورها دست می‌زد تا کشور را در آن دوره اداره کنند؛ دیکتاتورهای رومی قدرت را فقط برای مدت کوتاهی در دست داشتند. در دوران مدرن دیکتاتورهایی که در قدرت هستند به هیچ وجه توسط حکومت قانون، قانون اساسی یا دیگر نهادهای اجتماعی و سیاسی متوقف نمی‌شوند. بعد از جنگ جهانی دوم بسیاری از حکومت‌های آمریکای جنوبی، آسیا و آفریقا توسط حکومت‌هایی خودکامه اداره می‌شدند. برای ذکر مثال‌هایی از این خودکامگان می‌توان به ایدی امین، معمر قذافی، اشاره کرد.

##### حکومت خودکامه
توسط یک فرد اداره می‌شود که تصمیماتش موضوع هیچ محدودیت قانونی یا هیچ مکانیسم دیگری برای کنترل و نظارت مردم قرار نمی‌گیرد. خودکامگان به خدمتکار نیاز دارند در حالی که ستمگران به برده‌ها برای پیشبرد کارهایشان نیاز خواهند داشت.

##### حکومت مطلقه
توسط یک واحد اداره می‌شود که قدرت مطلق را در دست دارد. این واحد می‌تواند یک فرد باشد، همان‌طور که در حکومت‌های خودکامه است، یا این که توسط یک گروه اعمال شود، آن طور که در اولیگارشی وجود دارد. واژه حکومت مطلقه در لغت به معنی نوعی از حکومت است که با ستم کاری همراه است و لزوماً نیاز به یک شخص ستمکار ندارد و این ستم می‌تواند به‌طور گروهی به منصه ظهور برسد. همان‌طور که در بند بالا نیز گفته شد ستمگران به برده‌ها نیاز دارند در حالی که خودکامگان به خدمتکار برای پیشبرد کارهایشان نیاز دارند.

##### دیکتاتوری
توسط یک فرد اداره می‌شود که تمام قدرت در سراسر کشور را در دست دارد. این اصطلاح ممکن است به نظامی گفته شود که دیکتاتورها در آن به قدرت می‌رسند و به وسیله زور آن را در دست خود نگاه می‌دارند، ولی ممکن است هم چنین به وضعیتی گفته شود که در آن فرد دیکتاتور به صورت قانونی بر سر کار بیاید ولی با اصلاح و دست کاری در قانون اساسی تدریجاً تمام قدرت را از آن خود کند. در دیکتاتوری نظامی، ارتش کنترل همه امور را در دست دارد. در تمام انواع دیکتاتوری توجه کمی به نظرات مردم است یا اصلاً به آن‌ها هیچ توجهی نمی‌شود. این ویژگی در حکومت‌های نظامیان و حکومت‌های خودکامه هم دیده می‌شود.

##### فاشیسم
توسط رهبر اداره می‌شود و در این نظام‌ها تمرکز شدیدی بر روی مسائلی هم چون وطن‌پرستی و هویت ملی قرار می‌گیرد. رهبر یا رهبران فاشیست قدرت این را دارند که هر چیزی را که مخالف وطن‌پرستی احساس می‌کنند، غیرقانونی اعلام کرده تا بتوانند اعتقاد و باور به غرور ملی را افزایش دهند. آن‌ها معتقدند که ملت خویش بر اساس یک تعهد حول محور جامعه ملی دور هم گرد آمده‌اند و شهروندان باید حافظ و پاسدار این هویت ملی باشند. چنین نظام‌هایی ملیت و نژاد را مافوق هرگونه فردیت و هر گونه گروه‌بندی اقتصادی و اجتماعی قرار می‌دهند و هر گونه مخالفت با سرکوب شدید فیزیکی مواجه خواهد شد.

#### دسته‌بندی بر اساس پادشاهی بودن

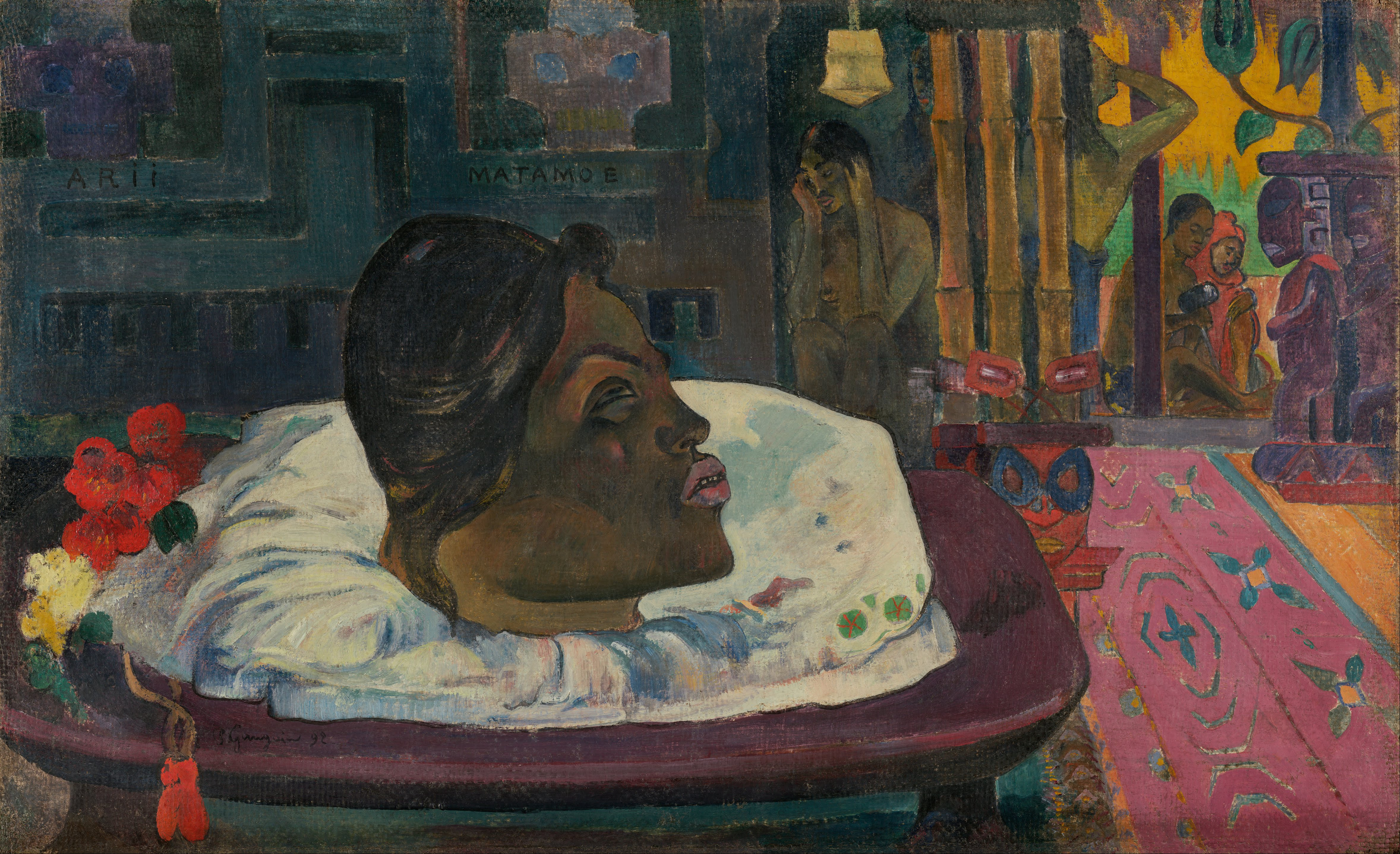
سرانجام سلطنت اثر پل گوگن

حکومت‌هایی که با ویژگی‌های سلطنتی شکل گرفته‌اند، توسط یک پادشاه یا امپراتور یا ملکه اداره می‌شوند که این موقعیت را از خاندان خود به ارث برده است و این خانواده معمولاً خانواده سلطنتی خوانده می‌شود. دو گونه کاملاً مخالف پادشاهی در جهان وجود دارد: پادشاهی مطلقه و پادشاهی مشروطه. در پادشاهی مطلقه، حاکم هیچ محدودیتی در اجرای خواسته‌ها و اعمالش ندارد. در پادشاهی مشروطه، قدرت حاکم توسط سندی که قانون اساسی خوانده می‌شود، محدود شده است؛ و اصلاً قانون اساسی در چنین نظامی برای این تعبیه و تدوین شده است تا نظارتی باشد بر قدرت پادشاه و کنترل کارهای وی.

##### پادشاهی مطلقه
گونه‌ای از پادشاهی که در آن پادشاه به عنوان رئیس حکومت تمام قدرت را در دست دارد و هر کاری که مورد خواست و نظر وی باشد، باید انجام یابد بدون این که هیچ مانع یا محدودیتی بتواند جلو دار وی شود.

##### پادشاهی مشروطه
نوعی از پادشاهی که در آن پادشاه کشور را اداره می‌کند ولی قدرت وی توسط قانون یا یک قانون اساسی رسمی محدود شده است، همان گونه که در پادشاهی بریتانیا شاهد آن هستیم.

##### پادشاهی دوگانه
گونه‌ای از پادشاهی است که در آن اداره حکومت بر عهده دو فرد است، این دو پادشاه رؤسای حکومت می‌باشند. در بیشتر پادشاهی‌های دوگانه، پادشاهان برای تمام طول زندگی شان در موقعیت خود می‌مانند و مسئولیت‌ها و قدرت شان را با مرگ به فرزندان خویش یا دیگر اعضای خانواده منتقل می‌کنند. پادشاهی دوگانه یکی از کهن‌ترین انواع حکومت است. در دوران مدرن کارکرد پادشاهی دوگانه به معنی نظامی حکومتی از دو حاکم متفاوت است و این نظام هم در یک حکومت امکان وقوع دارد و هم در یک سازمان. چنین پادشاهی‌های دوگانه‌ای وراثتی نیستند.

##### پادشاهی انتخابی
نوعی از پادشاهی است که در آن پادشاه منتخب وجود دارد و در تضاد و تقابل با پادشاهی وراثتی قرار می‌گیرد که در آن قدرت و موقعیت پادشاه به‌طور خود به خود به خویشاوندان نسبی شاه قبلی منتقل می‌شود. رفتار دموکراتیک در انتخاب شاه، طبیعت ویژگی‌های کاندیداتوری و رای‌دهندگان، مورد به مورد متفاوت از یک دیگر هستند.

##### شاهنشاهی
امپراتوری یا شاهنشاهی، نظامی است شبیه به پادشاهی یا سلطنت که در آن قدرت برتر در دستان یک شاهنشاه یا امپراتور یا امیر (نامی که برای حاکم در کشورهای مسلمان به کار برده می‌شود) قرار می‌گیرد؛ شاهنشاه ممکن است قدرت مطلق را در دست داشته باشد یا این که قدرتش با استفاده از نهادهای مختلف محدود شده باشد. تفاوت آن با پادشاهی در آن است که سرزمین‌های تحت اداره شاهنشاهی ملت‌های مختلفی وجود دارند درحالی که یک پادشاهی معمولاً بر یک ملت حکومت می‌کند.

##### پادشاهی فدرال
نوعی از پادشاهی که در آن ایالت‌های فدرالی مختلفی وجود دارد که تمام آن‌ها به وسیله یک پادشاه که در راس فدراسیون قرار دارد، اداره می‌شوند اما هر ایالت برای خود حاکمی دارد که حال یا پادشاه بوده یا به انواع دیگری بر ایالت خود حکومت می‌کند و تمام این ایالت‌های مجزا به فدراسیون پیوسته و تحت فرمان پادشاه آن قرار می‌گیرند.

##### پادشاهی
توسط خاندان سلطنتی اداره می‌شود و نظامی است که در آن یک فرد که خود قدرت را از اجداد خویش به ارث برده بر کشور حکومت می‌کند و از وی انتظار می‌رود که بعد از خود قدرت را به نوادگان خویش منتقل کند.

#### دسته‌بندی بر اساس ویژگی‌های منفی
صرف نظر از شکل حکومت، اداره واقعی کشور ممکن است از بخش‌هایی از قدرت سیاسی تأثیر پذیرد که به هیچ وجه شکلی رسمی از انواع حکومت نیستند. بعضی از اقدامات مشخص حاکمان همچون فساد، عوام فریبی یا ایجاد ترس ممکن است اگر به اندازه کافی پخش و توسعه یابند، باعث اخلال در انجام کارها و وظایف حکومت شوند.

##### بانکوکراسی
یا بانک سالاری که به سیستمی گفته می‌شود که توسط بانک‌ها اداره می‌شود. نظامی حکومتی که در آن قدرت اجرایی در دست بانک هاست یا این که بانک‌ها و دیگر نهادهای مالی تأثیر شدیدی بر اداره کشور و تصمیم‌گیری‌ها دارند. شکلی دیگر از چنین نظامی که اداره جامعه بر عهده نهادهای مالی است، ترپزوکراسی نامیده می‌شود.

##### کورپوریتوکراسی
یا شرکت سالاری که در آن کشور توسط شرکت‌ها اداره می‌شود، نظامی حکومتی که در آن نظام‌های سیاسی و اقتصادی توسط شرکت‌ها یا منافع شرکت‌ها تنظیم و کنترل می‌شود. چنین نظامی باعث فساد زیاد در نظام اداری کشور شده و خساراتی جبران‌ناپذیر را به سلامت اداری و اقتصادی کشور وارد می‌کند.

##### نپتوکراسی
یا خویشاوند سالاری نظامی است که توسط فامیل و خویشاوندان فرد یا گروه حاکم اداره می‌شود، در چنین نظامی تمام منافع و مناصب به خویشاوندان افراد در قدرت اعطا می‌شود، صرف نظر از این که ایشان شایسته چنین پست‌ها و منافعی هستند یا نه. 
در این نظام حکومتی خویشاوندان و اقربای آن‌هایی که در مصدر قدرت هستند، اهمیت بسیاری دارند و از هرگونه امکاناتی برخوردار می‌شوند (مانند برادر زاده‌ها که ریشه لغت انگلیسی این نظام هم از اسم انگلیسی برادرزاده گرفته شده است). 
در چنین حکومت‌هایی حتی اگر خویشاوندان شایستگی موقعیت‌های اعطا شده را نداشته باشند، این موقعیت‌ها به ایشان داده می‌شود، چرا که فقط آشنای کسی در حکومت هستند که وی قدرت را اکنون در دست دارد. پاپ الکساندر ششم به چنین موردی متهم شده بود که به خویشاوندان خویش فارغ از صلاحیت شان، موقعیت و امکانات اعطا می‌کرد.

##### کاکیستوکراسی
یا ناشایسته سالاری و پخمه سالاری، حکومتی است که توسط احمق‌ها اداره می‌شود، نظامی حکومتی که در آن بدترین یا کم صلاحیت‌ترین شهروندان در مصدر امور قرار می‌گیرند. بنا به طبیعت نوع بشر که در زنجیره وراثتی دچار نقص و عیب می‌شود، این‌گونه بیان شده است که هر حکومتی که تاکنون پا به عرصه وجود گذاشته است، ممکن است مثال‌هایی از این نظام حکومتی را در خود داشته باشد. نوع دیگر این نظام ایدیوکراسی یا احمق سالاری است.

##### کلپتوکراسی (حکومت‌های مافیایی)
یا دزد سالاری نظامی است که توسط دزدان اداره می‌شود، در این نظام حکومتی مقامات رسمی و تمام طبقه حاکم در کل به دنبال پیگیری منافع خویش و افزایش ثروت و قدرت سیاسی خود هستند و تمام این کارها را به حساب و هزینه کل مردم انجام می‌دهند. در معنایی مضیق تر کلپتوکراسی نوعی از حکومت نیست بلکه ویژگی و مشخصه‌ای از حکومتی است که دچار چنین رفتاری شده است. برای مثال می‌توان به مکزیک اشاره کرد که نظامی این‌گونه دارد و حکومت دموکراتیک آن توسط باندهای مافیایی مواد مخدر به فساد کشیده شده و افراد در قدرت از معاملات و تجارت غیرقانونی مواد مخدر و صدور آن به ایالات متحده سود می‌برند.

##### اکلوکراسی
یا عوام سالاری که توسط انبوه مردم اداره می‌شود. در این نظام حکومتی اداره امور به دست انبوهی از مردم عادی است یا این که مردم توانایی تهدید و ترساندن قوای قانون‌گذار در جامعه را دارند و از این نظام به عنوان تحقیری برای نظام‌های اکثریتی استفاده می‌شود. حکومت‌های مبتنی به حکومت خلق معمولاً دموکراسی‌هایی هستند که بر پایه عوام فریبی یا استبداد اکثریت شکل گرفته‌اند و در آن نظام‌ها شور است که حکمروا است نه شعور. هم چنین، چنین حکومت‌هایی بسیار ستمکار تر و سرکوب‌کننده تر از حکومت‌های استبدادی و خودکامه می‌باشند. اکلوکراسی مترادف دیگری در دنیای مدرن دارد و آن موبوکراسی است که ریشه‌ای بیشتر محاورانه و خودمانی دارد. این نوع حکومت خوب به‌شمار نمی‌آید.

##### فوبیاکراسی
یا ترس سالاری حکومتی است که بر اساس ترس و نفرت اداره می‌شود. در این نظام حکومتی اصل تمام سازمان دهی‌ها و اصول بر پایه ایجاد و استفاده از ترس در بین مردم است تا بتوان آن‌ها را مطیع و ساکت نگاه داشت. این ویژگی یک ابزار مورد توجه است که به نظر می‌رسد تمام اشکال حکومت‌ها در طول اعصار از آن بهره جسته‌اند. چیزی که متأسفانه این ابزار را شدیداً و بسیار مؤثر و کارآمد کرده است این ویژگی رایج در میان انسان هاست که نمی‌توانند به انسان‌هایی که نمی‌شناسند اعتماد کنند. رایج‌ترین استفاده از این ابزار در طول تاریخ ایجاد ترس از بیگانگان درنده خو و وحشی بوده است (که برای مثال توسط بربر‌ها، کمونیست‌ها و تروریست‌ها مورد استفاده قرار گرفته است)، که این‌گونه درباره‌شان فکر می‌شود که اگر دلاوری‌های ارتش کشور نبود، آن‌ها کشور را به خاک و خون کشیده و همه چیز را به تاراج برده بودند. ایالات متحده متهم به استفاده از سیاست‌های بیش از حد ترس سالارانه شده است که منجر به تفکیک و تبعیض نژادی و جنگ سرد شده بودند. به علاوه این که چنین سیاست‌هایی سعی بر این دارند که شهروندان از خودشان یا حاکمان خویش ترس داشته باشند تا هم توان اجماع ایشان برای مخالفت با حاکمان گرفته شود و هم از ترس حاکم، توان مقابله با و اعتراض به وی را نداشته باشند و آن‌ها را تبدیل به شهروندانی کنند که بی‌چون و چرا از خواست‌ها و منویات حاکمان شان پیروی و فرمان برداری کنند و حتی مردم را به گروه‌های کوچک، هراس زده و جاهل تقسیم کنند و ترس همه چیز را در دلشان بکارند تا توان هرگونه اقدام از ایشان گرفته شده باشد و مثلاً در صورت نیاز اگر احتیاج به سازماندهی ارتشی بود به خاطر ترس از حمله متجاوزان خارجی درنده به سرعت برای دفاع از جان و مال و کشور و خانواده‌شان بسیج شوند. انسان‌هایی که با سواد و مطلع باشند کم‌تر در معرض ترس و نفرت قرار می‌گیرند تا انسان‌هایی که جاهل و بی سواد هستند و برای این که بتوان از آن‌ها استفاده کرد باید همیشه آن‌ها را در جهل و بی‌سوادی نگاه داشت. ترس باعث می‌شود انسان‌ها کارهای احمقانه انجام دهند.

### تقسیم‌بندی بر اساس این که چه کسی افراد در قدرت را انتخاب می‌کند

#### دسته‌بندی بر اساس خودکامگی

##### خودکامگی
توسط یک حکومت خودکامه اداره می‌شود که در جوامعی امکان تحقق می‌یابد که در آن‌ها عده‌ای مشخص از مردم کل قدرت در کشور را به عده‌ای خاص یا به خودشان اعطا می‌کنند. این نظام، نظامی سیاسی است که توسط حاکمانی غیر منتخب اداره می‌شود و معمولاً در آن تا حدی به آزادی‌های فردی اجازه بروز داده می‌شود.

##### تمامیت‌خواهی
توسط یک حکومت تمامیت‌خواه اداره می‌شود و مشخصه آن قدرتی است که به شدت مرکزی شده است و از قدرتی قاهره بهره می‌جوید که تقریباً سعی در تنظیم تمام ابعاد زندگی عمومی و خصوصی مردم دارد.

#### دسته‌بندی بر اساس دموکراتیک بودن
حکومت‌هایی با ویژگی‌های دموکراتیک بیشتر از هر نوع دیگری در دنیای غرب رواج دارند و در چند کشور شرقی نیز که از جامعه غربی تأثیر پذیرفته‌اند، حضور دارند، کشورهای دسته دوم اغلب در زمانی مستعمرات قدرت‌های غربی بوده‌اند. در دموکراسی‌ها، تمام مردم کشور می‌توانند در انتخابات‌های مجلس نمایندگان به نامزدها یا احزابی که دوست دارند، رأی بدهند. در دموکراسی‌ها این مردم هستند که تعیین می‌کنند شخص دلخواه‌شان برنده انتخابات باشد و صاحب کرسی مجلس نمایندگان شود. احزاب سیاسی نیز گروه‌هایی از مردم هستند که ایده‌ها و نظراتی شبیه به هم دارند دربارهٔ این که یک منطقه یا کل کشور چگونه باید اداره شوند. احزاب سیاسی مختلف دربارهٔ این که حکومت چگونه باید مسائل و مشکلات گوناگون را اداره کند، ایده‌هایی متفاوت از یکدیگر دارند. دموکراسی حکومتی از مردم، توسط مردم و برای مردم است.

##### دمارشی
یا دموکراسی قرعه‌ای که نوعی از انواع دموکراسی است، حکومتی است که در آن حکومت به وسیله افرادی اداره می‌شود که به‌طور تصادفی انتخاب شده‌اند و این انتخاب از طریق قرعه میان شهروندانی صورت می‌پذیرد که قابلیت‌ها و شرایط لازم برای اداره کشور را داشته باشند. این گروه از شهروندان منتخب، گاهی ژوری سیاست گذاری، ژوری شهروندان یا کنفرانس اجماعی نامیده می‌شوند و وظیفه تصمیم‌گیری دربارهٔ سیاست‌های کشور بر عهده ایشان است، این تصمیم‌گیری بسیار شبیه به نوع تصمیم‌گیری ژوری (هیئت منصفه) در پرونده‌های کیفری است.
دمارشی در عرصه نظر می‌تواند بر بعضی از مشکلات بنیادین دموکراسی نماینده‌ای غلبه کند و راه حلی برای آنان باشد، چرا که دموکراسی نماینده‌ای به شدت تحت تأثیر و دستکاری منافع عده‌ای خاص است و این باعث می‌شود کارکرد اصلی و واقعی خود را از دست بدهد ولی وقتی این انتخاب نماینده‌ها به قید قرعه باشد، دیگر نمی‌تواند تحت تأثیر منافع شخص یا اشخاص خاصی به‌طور سازمان‌دهی شده قرار بگیرد. بر طبق گفته فیلسوف استرالیایی جان بورنهیم، انتخاب رندومی سیاست ورزان کار را برای تمام شهروندان آسان‌تر خواهد کرد تا بتوانند روزانه در مسائل سیاسی جامعه خود مشارکت معناداری داشته باشند و کار را برای گروه‌های دارای منافع خاص سخت‌تر خواهد کرد که بتوانند این روند را به فساد بکشانند.
به‌طوری کلی تر، انتخاب رندم تصمیم گیران در گروه‌های بزرگ‌تر، قرعه کشی نامیده می‌شود. در دموکراسی آتن از این شیوه بسیار استفاده می‌شد و تقریباً تمام مقامات حکومتی از طریق قرعه کشی از بین شهروندان انتخاب می‌شدند تا این که بخواهد انتخاباتی برگزار شود. نامزدها اغلب همیشه شهروندانی مرد، یونانی، تحصیل کرده و دارای حداقلی از ثروت و موقعیت اجتماعی بودند.

##### دموکراسی
دموکراسی یا مردم‌سالاری حکومتی است که توسط انتخاباتی که اکثر جمعیت آن کشور در آن مشارکت می‌کنند، انتخاب می‌شود و وظیفه اداره امور را به عهده می‌گیرد. تمایز کلیدی میان یک دموکراسی و دیگر اشکال حکومت‌های مبتنی بر قانون اساسی این است که حق افراد برای رأی دادن در دموکراسی از طریق یا به خاطر ثروت یا نژاد فرد محدود و ممنوع نمی‌شود (ویژگی اصلی برای رأی دادن معمولاً رسیدن به سنی خاص است). بنابراین یک حکومت دموکراتیک توسط اکثریت مردم مورد حمایت قرار می‌گیرد (حداقل در زمان انتخابات) و این فراهم‌کننده برگزاری یک انتخابات به صورت عادلانه است. اکثریت ممکن است به طرقی مختلف تعریف شود. گونه‌های مختلفی از تقسیم قدرت وجود دارد (معمولاً در کشورهایی که مردم عمدتاً خود را بر اساس هویت‌های فردی و مذهبی معرفی می‌کنند) یا ممکن است این مسئله بر اساس رای‌های الکترال یا مبتنی بر قانون اساسی تعیین شود، این شیوه هم در کشورهایی رخ می‌دهد که حکومت بر اساس هر نفر یک رأی مستقیم ساده انتخاب نمی‌شود.

##### دموکراسی مستقیم
نوعی از دموکراسی است که در آن حکومت از طریق حضور مستقیم مردم شناخته می‌شود، یعنی مردم نمایندگان خویش هستند و خود مستقیماً برای قوانین جدید و سیاست‌های عمومی رأی می‌دهند.

##### دموکراسی لیبرال
نوعی از دموکراسی است که شکل حکومت در آن دموکراسی نماینده‌ای است و اعمالش را تحت اصول لیبرالیسم به منصه ظهور می‌رساند. از مشخصه‌های کلیدی این نظام انتخابات‌های منصفانه، آزادانه و رقابتی است که میان چندین حزب سیاسی مجزا صورت می‌گیرد. تفکیک قوا میان قوه‌های مختلف حکومت وجود دارد و حکومت قانون در زندگی هر روزه مردم به عنوان بخشی از جامعه باز جاری است. در این جوامع حفاظت از حقوق بشر و آزادی‌های مدنی برای تمام اشخاص انجام می‌گیرد. برای تعریف این نظام در عمل باید گفت که دموکراسی‌های لیبرال عموماً بر اساس قانون اساسی شکل می‌گیرند، چه این قانون اساسی قانونی رسمی و نوشته باشد و چه نباشد تا بتوانند حد و حدود قدرت حکومت را تعیین کرده و به قرارداد اجتماعی اعتبار ویژه‌ای بخشند. بعد از دوره‌ای وقفه در گسترش لیبرال دموکراسی‌ها در قرن بیستم، لیبرال دموکراسی تبدیل به نظامی سیاسی چیره در سراسر جهان شد. یک دموکراسی لیبرال ممکن است انواع بنیادین متعددی داشته باشد: ممکن است جمهوری باشد مانند فرانسه، آلمان، هند، ایرلند، ایتالیا و ایالات متحده؛ یا ممکن است پادشاهی مشروطه باشد مانند ژاپن، اسپانیا، یا بریتانیا. ممکن است نظام ریاست جمهوری داشته باشد مانند آرژانتین، برزیل، مکزیک و ایالات متحده یا ممکن است نظام نیمه ریاست جمهوری داشته باشد مانند فرانسه و تایوان، یا ممکن است نظام پارلمانی داشته باشد مانند استرالیا، کانادا، هند، نیوزیلند، لهستان و بریتانیا.

##### دموکراسی نماینده‌ای
نوعی از دموکراسی که در آن شهروندان یک کشور نمایندگان خود را انتخاب می‌کنند تا ایشان دست به تصویب و ایجاد و اجرای سیاست‌های عمومی و قوانین بزنند و مردم خود دیگر در این‌گونه امور مشارکت مستقیم نداشته باشند.

##### دموکراسی سوسیال
نوعی از دموکراسی که تعریف و تفسیر سرمایه دارانه و لیبرال را رد می‌کند. این مکتب ادعا دارد که در نهایت تکاملی پیش برنده در سرمایه‌داری باعث می‌شود تا این اقتصاد سرمایه‌دار دست آخر منجر به برقراری اقتصاد سوسیالیستی شود. سوسیال دموکراسی اعتقاد دارد که تمام شهروندان باید از نظر قانونی از یک سری حقوق مشخص اجتماعی برخوردار باشند. این‌ها شامل دسترسی فراگیر همه شهروندان به خدمات عمومی می‌شود، خدماتی چون تحصیل، بهداشت و درمان، دستمزد کارگران، حمل و نقل عمومی و دیگر خدماتی که شامل نگهداری از بچه و مراقبت از سالمندان می‌شود. دموکراسی سوسیال با جنبش‌های اتحادیه‌های کارگری در ارتباط است و حامی بالابردن حقوق و مزایای کارگران است. در عصر معاصر، دموکراسی سوسیال از رفع تبعیض در زمینه‌های متفاوت دفاع کرده است، زمینه‌هایی همچون: توانایی-ناتوانی، سن، قومیت، جنسیت، گرایش جنسی، زبان، نژاد، دین و طبقه اجتماعی.

##### دموکراسی تمامیت‌خواه
نوعی از دموکراسی که اشاره به نظامی از حکومت دارد که نمایندگان به‌طور قانونی و توسط مردم انتخاب شده‌اند ولی در قدرت می‌مانند و این رأی آوردن به معنی اعطای تام و تمام قدرت به ایشان است، در این نظام شهروندان مشارکت کمی در روندهای تصمیم‌سازی کشور و شیوه اداره حکومت دارند یا اینکه اصلاً در این موارد هیچ گونه مشارکتی ندارند.

#### دسته‌بندی بر اساس گروه سالاری
حکومت‌هایی که رویکردهایی گروه سالارانه دارند، توسط گروهی کوچک، منفک، قدرتمند و تأثیرگذار از مردم اداره می‌شوند، مردمی که منافعی مشابهی را با یکدیگر در اشتراک دارند یا با یکدیگر پیوندهای خانوادگی دارند. چنین مردمی ممکن است قدرت را در میان خود توزیع کنند و ممکن است نامزدها را به‌طور برابر یا نابرابر انتخاب کنند. یک حکومت گروه سالار از یک دموکراسی واقعی بسیار متفاوت است چرا که تنها افراد بسیار کمی شانس تغییر امور را می‌یابند. البته چنین حکومتی اجباری به وراثتی بودن یا پادشاهی بودن ندارد و هم چنین یک حاکم مشخص ندارد بلکه توسط چندین حاکم اداره می‌شود.
بعضی از مثال‌های تاریخی چنین حکومت‌هایی را می‌توان اتحاد جماهیر شوروی سابق و نظام آپارتاید در آفریقای جنوبی در نظر گرفت. بعضی از نقدهای دموکراسی نماینده‌ای دربارهٔ ایالات متحده نیز چنین فکری دارند. دموکراسی آتن نیز که از قرعه کشی برای انتخاب نامزدها استفاده می‌کرد؛ تقریباً همیشه جمعی از مردان سفیدپوست یونانی بود که شهروندانی تحصیل کرده بودند و حداقلی از زمین و ثروت و موقعیت اجتماعی را داشتند.

##### ارگاتوکراسی
یا کارگر سالاری که توسط پرولتاریا، کارگران و طبقه کارگر اداره می‌شود. نمونه‌های این نظام شامل انقلاب‌ها و شورش‌های کمونیستی است که کنترل بیشتر جامعه را در دست گرفتند و اقتصادی جایگزین را برای مردم و کارگران ایجاد کردند. برای اطلاعات بیشتر می‌توانید به دیکتاتوری پرولتاریا مراجعه کنید.

##### کریتارشی
یا قاضی سالاری که حکومتی است که توسط قضات اداره می‌شود. این نظام حکومتی از نهادهای اجرایی حقوق تشکیل می‌شود و در نتیجه حکومت و نظام حقوقی به‌طور سنتی و بر طبق قانون اساسی یک موجودیت هستند. قضات و دیگر اشخاص شاغل در نظام حقوقی در این نظام، قدرت قانونی دارند که قوانین حکومت را تصویب کرده و به اجرا در بیاورند. به علاوه تفسیر قوانین و حل و فصل اختلافات نیز بر عهده همین اشخاص است. سومالی کشوری است که توسط قضات تحت سنت زئیر اداره می‌شود. همان‌طور که اتحادیه دادگاه‌های اسلامی نمونه تاریخی دیگری از این دست است.

##### نتوکراسی
یا شبکه سالاری که توسط روابط اجتماعی اداره می‌شود؛ اصطلاحی است که توسط هیئت تحریریه نشریه فناوری آمریکایی (امریکن تکنولوژی) در اوایل دهه ۱۹۹۰ ابداع شد؛ و تلفیقی بود از دو واژه اینترنت و آریستوکراسی، نتوکراسی اشاره به سیطره طبقه بالای اجتماع از طریق قدرت خویش در در دست داشتن منافع فناوری و مهارت‌های شبکه‌ای دارد، در مقایسه با این دید که بورژوازی به مرور اهمیت خود را از دست خواهد داد. مفهوم نتوکراسی در مقایسه با مفهوم طبقه خلاق توضیح داده می‌شود که کاری است از ریچارد فلوریدا. دو تن از متفکران این مکتب طبقه پایین جامعه را در مقابل نتوکراسی گذاشته‌اند و از آن با عنوان مصرف گرایی یاد می‌کنند.

##### اولیگارشی
یا شایسته سالاری حکومتی است که توسط گروهی کوچک از افرادی که منافع مشترک با یکدیگر داشته یا با هم روابط خانوادگی دارند، اداره می‌شود.

##### پلوتوکراسی
یا اغنیاسالاری، نظامی است که توسط ثروتمندان اداره می‌شود، در این نظام حکومتی طبقه‌ای که طبقه حاکم را تشکیل می‌دهند همگی از طبقه ثروتمند جامعه هستند. هر یک از مثال‌هایی که تاکنون برای انواع حکومت ذکر کردیم می‌تواند یک پلوتوکراسی نیز باشد. برای مثال اگر تمام نماینده‌های رأی آورده در یک جمهوری ثروتمند باشند، آن جمهوری یک پلوتوکراسی خواهد بود.

##### استراتوکراسی
یا ارتش سالاری، حکومتی است که به دست نظامیان اداره می‌شود. این نظام حکومتی دارای حکومتی نظامی است که در آن حکومت و ارتش به‌طور سنتی و بر طبق قانونی اساسی، در واقع یک موجودیت هستند. شهروندانی که به خدمت سربازی اجباری یا داوطلبانه رفته‌اند، یا کسانی که با افتخار از ادامه خدمت معاف شده‌اند، می‌توانند در سطوح مدیریتی و اداری کشور قرار بگیرند. (البته باید توجه کرد که این نظام حکومتی با شبه نظامیان یا دیکتاتوری نظامیان اشتباه نشود). شهر-حکومت اسپارتا نمونه‌ای تاریخی از این مورد است؛ نظام اجتماعی و قانون اساسی اسپارتا تماماً بر روی آموزش و مهارت نظامی متمرکز بود.

##### تئوکراسی
دین‌سالاری یا تئوکراسی، حکومتی است که به دست نخبگان مذهبی خود اداره می‌شود. این نظام حکومتی از نهادهای مذهبی تشکیل شده است که در آن کلیسا-مسجد-کنیسه و حکومت به‌طور سنتی و بر طبق قانون اساسی یک موجودیت هستند. شهروندانی که مبلغ دینی و روحانی هستند، حق حکومت بر سایرین دارند. واتیکان (حکومت پاپ)، حکومت تبت (به رهبری دالایی لاما) و نظام جمهوری اسلامی ایران، نمونه‌های تاریخی این‌گونه حکومت هستند.

#### دسته‌بندی بر اساس آزادی‌خواه بودن
هیچ اجماعی بر سر تعریف دقیق آزادی‌خواهی وجود ندارد. دائرةالمعارف فلسفه استنفورد آزادی‌خواهی را این چنین تعریف می‌کند: «دیدگاهی اخلاقی که تحت آن نمایندگان در ابتدا مالک تمام چیزهای خود هستند و قدرت‌های اخلاقی مشخصی دارند که با آن می‌توانند حقوق مالکیت در چیزهای خارج از دارایی خود را به دست آورند.» جرج وودکاک، نویسنده تاریخچه آزادی‌خواهی آن را به عنوان فلسفه‌ای که به‌طور بنیادین دربارهٔ قدرت و قوه قاهره مظنون است و از انتقال جوامع به سمت و سویی مدنی از طریق انقلاب یا اصلاحات حمایت می‌کند، تعریف می‌کند. فیلسوف لیبرتارین، رودریک لانگ، لیبرترینیسم یا آزادی‌خواهی را به عنوان موقعیتی سیاسی که از باز توزیع شدید قدرت و درآوردن آن از دست مستبدین و اعطای آن به نهادهای داوطلب متشکل از افراد، حمایت می‌کند، یاد می‌کند. حال چه این نهادهای داوطلب نهادهایی مستقل در بازار آزاد باشند و چه اتحادیه چند شرکت بزرگ. بر طبق حزب لیبرتارین ایالات متحده، لیبرترینیسم مدافع حکومتی است که به گونه‌ای مختار بنا نهاده شده باشد و فقط محدود به محافظت از افراد در برابر اجبار و خشونت باشد.

##### لیبرتارین
یا آزادی‌خواه مدافع حکومت حداقلی و اجبار حداقلی است و بر آزادی و اقدامات داوطلبانه تأکید بسیار دارد. لیبرتارین‌ها به‌طور کلی مدافع جامعه‌ای هستند که حکومت به نسبت بیشتر جوامع امروزی، هر چه کمتر در آن نقش داشته باشند.

##### لیبرتارین سوسیال
نوعی از دموکراسی است که حکومت آن به گونه‌ای غیر وراثتی و غیر اداری اداره می‌شود، در چنین جامعه‌ای مالکیت خصوصی به عنوان وسیله‌ای برای تولید و بهره‌وری در نظر گرفته نمی‌شود و شاید به کل با آن مخالفت شود. سوسیالیست‌های لیبرتارین معتقد به تبدیل مالکیت خصوصی مولد امروزین به مالکیت جمعی و اشتراکی تمام امور هستند، گرچه اندک احترامی هم برای مالکیت شخصی قائل می‌باشند. لیبرتارین سوسیال با هر گونه شکل از اجبار در سازمان‌های اجتماعی مخالف است. این مکتب به دنبال ترویج راه‌اندازی اجتماعات آزاد به جای حکومت و تمام روندهای اداری است و در صدد مخالفت با روابط اجتماعی و سرمایه‌داری و مواردی چون دستمزد کارگران است. اصطلاح لیبرتارین سوسیال توسط بعضی از سوسیالیست‌ها برای تمایز قائل شدن میان فلسفه سوسیالیسم حکومتی و آنارشیسم چپ مورد استفاده قرار گرفت.

#### دیگر دسته‌بندی‌ها

##### آنارشی
آنارشی بیش از یک تعریف دارد. در ایالات متحده، اصطلاح آنارشی نوعاً برای اشاره به جامعه‌ای استفاده می‌شود که هیچ حکومت رسمی ندارد و هیچ قدرت قانونی مشغول اجرای قوانین نیست. وقتی آنارشی در این معنا به کار می‌رود ممکن است به معنی بی‌نظمی سیاسی یا بی‌قانون در جامعه باشد یا ممکن است چنین معنی نداشته باشد.
خارج از ایالات متحده و توسط بیشتر افرادی که خود را آنارشیست تعریف می‌کنند، حاکی از نظامی حکومتی است که بیشتر در حد نظریه‌ای برای اداره حکومت-ملت است. هم چنین اشکال دیگری از آنارشی وجود دارد که در صدد اجتناب از استفاده از اجبار، خشونت، زور و قدرت هستند در حالی که هنوز به دنبال تولید یک جامعه مولد و مطلوب می‌باشند.

##### آنوکراسی
یک آنوکراسی، نوعی از رژیم است که قدرت در آن به نهادهای عمومی واگذار نشده است (آن گونه که در دموکراسی‌های عادی می‌باشد) بلکه در میان گروه‌های نخبه که دائماً در حال رقابت با یک دیگر بر سر قدرت هستند، پخش شده است. مثال‌های آنوکراسی در آفریقا شامل سومالی و حکومت‌های اشتراکی کنیا و زیمبابوه است. از نظر دسته‌بندی آنوکراسی‌ها جایی میان خودکامگی و دموکراسی قرار دارند.
معمولاً این واژه تعریف وسیع تری دارد. برای مثال در سال ۲۰۱۰ یکی از سازمان‌های مرتبط با علم سیاست آنوکراسی‌ها را این‌گونه تعریف کرد که کشورهایی هستند که نه خودکامه‌اند و نه دموکراتیک و بیشتر آن‌ها در حال طی گذاری پر مخاطره از یک وضعیت خودکامه به سوی دموکراسی هستند. این سازمان اشاره می‌کند که تعداد آنوکراسی‌ها به‌طوری اساسی بعد از جنگ سرد روندی رو به رشد داشته‌اند. آنوکراسی‌ها آن گونه که انتظار می‌رود انعطاف‌ناپذیر نیستند و مهیاگر فضایی برای رقابت و گذار می‌باشند. شاید چنین نظام‌هایی از یک اقتصاد سیاسی قوی، مؤثر و کارآمد بهره‌ای نداشته باشند ولی به خاطر ویژگی‌هایی که دارند و حالت میانی که بین دموکراسی و خودکامگی قرار دارند به شدت در معرض خطر اند و با یک اختلال بزرگ یا خشونت نظامی از هم فرو می‌پاشند.

##### جمهوری موز
یک جمهوری موز از نظر سیاسی حکومتی کلپتوراتیک (دزد سالار) ناپایدار است که از نظر اقتصادی به صادرات منابع محدودی (همچون میوه و مواد معدنی) وابسته است و معمولاً دارای جامعه‌ای است که طبقه‌بندی شده است. چنین نظامی ضعیف شده اگاتوکراسی و پلوتوکراسی است و مخلوطی است از آریستوکراسی در زمینه‌های تجارت، سیاست و نیروهای نظامی. در علم سیاست اصطلاح جمهوری موز اشاره به کشوری دارد که به تولیدات بخش اولیه خود متکی است و از منابع ملی و اقتصاد خویش به وسیله سیاست‌های گروه سالارانه بهره‌برداری می‌کند. در ادبیات آمریکایی، اصطلاح جمهوری موز در اصل اشاره به جمهوری خیالی آنچوریا دارد، یک دیکتاتوری بدبخت است که ب دنبال برانگیختن و حمایت از یک بهبود وضعیت سریع است و قصد دارد این وضعیت را از طریق بهره‌برداری‌های کلان کشاورزی به ویژه درختان موز به سر انجام برساند. در سیاست ایالات متحده، اصطلاح جمهوری موز یک توصیف منفی و محقرانه سیاسی است که توسط نویسنده آمریکایی او هنری در کتاب دزدان و پادشاهان (۱۹۰۴) به کار گرفته شد، موضوع این کتاب داستان‌های کوتاه به هم مرتبط است که در طول اقامتش در هندوراس از سال ۱۸۹۶ تا ۱۸۹۷ به رشته تحریر درآمده‌اند. در این دوران وی در آنجا برای فرار از دست قانون ایالات متحده به خاطر اختلاس بانکی مخفی شده بود.

##### حکومت انقلابی
در این نظام ساختار موجود حکومت توسط یک گروه کاملاً جدید سرنگون می‌شود. این گروه جدید می‌توانند خیلی کوچک باشند، مثل انقلاب توسط نیروهای نظامی، یا خیلی بزرگ باشند، مانند انقلاب‌های مردمی. بعد از گذر دوره‌ای، خود این گروه انقلابی تبدیل به یکی از اشکال شناخته شده حکومت می‌شوند مگر این که با یک کودتا یا قیام دیگر مواجه شوند.

##### مائوئیسم
نظریه چپ‌گرای مارکسیسم و لنینیسم در چین توسط مائو زدونگ (مائو تسوتونگ) به کار گرفته شد و توسعه یافت. این مکتب مقرر داشت که اگر سدی مانع ارتباط رهبران کمونیست با مردم قرار بگیرد، انقلاب‌های پیاپی و ادامه‌دار امری اجتناب ناپذیر و ضروری هستند.

### دسته‌بندی بر اساس توزیع قدرت در ساختار

#### دسته‌بندی بر اساس جمهوریت
یک جمهوری شکلی از حکومت است که کشور در آن به عنوان یک امر عمومی در نظر گرفته می‌شود، نه این که دغدغه‌ای خصوصی یا ملک حاکمان دیده شود و نظامی است که دفاتر و مناصب حکومت به‌طور پیوسته و همیشگی مستقیماً یا غیر مستقیم توسط شهروندان انتخاب می‌شوند نه این که موروثی باشند. در دوران مدرن، یک تعریف ساده و رایج از جمهوری، حکومتی است که رهبر و سر آن پادشاه نباشد.

##### جمهوری
توسط شکلی از حکومت اداره می‌شود که در آن مردم یا بخشی قابل توجه از ایشان، قدرت ویژه‌ای در نظارت بر اعمال حکومت و افراد شاغل در آن را دارند و تمام اعضای حکومت توسط مردم انتخاب می‌شوند. تعریف رایج و ساده جمهوری این است که رئیس آن پادشاه نباشد. مونتسکیو هر دوی دموکراسی‌ها، که مردم در آن سهمی در قدرت دارند، و آریستوکراسی‌ها و اولیگارشی‌ها، که تنها بخشی از مردم در آن‌ها نقش داند، را به عنوان اشکالی از جمهوری به عنوان یک نظام حکومتی در نظر می‌گیرد.

##### جمهوری مبتنی بر قانون اساسی
توسط حکومتی اداره می‌شود که قدرتش توسط قانون یا قانون اساسی رسمی محدود شده است، و انتخاب آن هم توسط همه مردم یا حداقل بخش قابل توجهی از ایشان صورت پذیرفته است. لازم است ذکر شود که اسپارتا در دوران باستان جمهوری منحصربه‌فردی بود چرا که بیشتر شهروندان آن از داشتن حق رأی محروم بودند. چنین جمهوری‌هایی که بخش‌هایی از مردمان خویش را از حق رأی و مشارکت در سرنوشت خویش محروم می‌کنند، عموماً ادعا دارند که نماینده تمام شهروندان خویش هستند چرا که آن دسته از مردم بدون حق رأی را شهروند در نظر نمی‌گیرند و آن‌ها را از حقوق شهروندی محروم می‌سازند. نمونه‌ای از جمهوری‌های دوران مدرن که در تعریف اصلی ذکر شدند ایالات متحده است.

##### جمهوری دموکراتیک
یک نوع جمهوری از حکومت که کشور در آن یک امر عمومی در نظر گرفته می‌شود، نه ملک حاکمان جهان سوم و دغدغه عده‌ای معدود و خصوصی. مقامات حکومتی در این نظام به‌طور مستقیم یا غیر مستقیم و مداوم توسط مردم انتخاب می‌شوند تا این که بخواهند وراثتی به پست خود برسند و در چنین نظامی تمام شهروندان حائز شرایط سهمی برابر در تصمیم‌گیری‌های منطقه‌ای و ملی که بر زندگی شان تأثیرگذار است، دارند.

##### جمهوری پارلمانی
یک جمهوری مثل هند و لهستان با یک حکومت انتخابی که رئیس دولت و رئیس حکومت در آن از یک دیگر متمایز هستند و رئیس دولت بیشتر وظیفه و قدرت اجرایی دارد و رئیس حکومت که رئیس دولت را انتخاب می‌کند، خود توسط پارلمان انتخاب می‌شود.

##### جمهوری فدرال
اتحادیه‌ای فدرال از ایالت‌ها یا استان‌ها که با یک شکل جمهوری در حکومت به هم متصل هستند. مثال‌های این دسته شامل آرژانتین، استرالیا، برزیل، آلمان، هند، روسیه و سوئیس است.

##### جمهوری اسلامی
کشورهایی مثل ایران، موریتانی و پاکستان که جمهوری‌هایی هستند که بر طبق شریعت اسلامی و قوانین اسلامی اداره می‌شوند.

##### جمهوری سوسیالیستی
کشورهایی نظیر چین و ویتنام که قرار بود با و برای مردم اداره شوند، اما هیچ انتخابات مستقیمی ندارند. اصطلاح جمهوری خلق برای متمایز کردن خودشان از دیگر جمهوری‌های مسبوق به سابقه در کشورهایشان قبل از انقلاب‌های مردمی، توسط ایشان به کار گرفته می‌شود، مانند جمهوری چین و جمهوری کره که هر دو با انقلاب‌هایی مارکسیستی-مردمی از هم فرو پاشیدند.

#### دسته‌بندی بر اساس فدرالیسم
فدرالیسم یک مفهوم سیاسی است که در آن گروهی از اعضا به واسطه یک میثاق یا پیمان به هم ملتزم شده و توسط یک حکومت نماینده‌ای اداره می‌شوند. اصطلاح فدرالیسم هم چنین برای توصیف نظامی حکومتی که تحت آن حاکمیت و و قدرت مندرج در قانون اساسی میان قدرت حکومت مرکزی و دیگر واحدهای سیاسی (مثل ایالات یا استان‌ها) تقسیم شده است، استفاده می‌شود. فدرالیسم نظامی است که مبتنی بر نهادها و اداره دموکراتیک بوده و قدرتی که وظیفه اداره کشور را دارد میان واحدهای ایالتی یا استانی حکومت تقسیم شده است و تشکیل دهنده چیزی است که غالباً فدراسیون خوانده می‌شود. مدافعان این مدل هم عموماً فدرالیست خوانده می‌شوند.

##### فدرالیسم
توسط نوعی از حکومت اداره می‌شود که مردم، یا بخش قابل توجهی از ایشان سهم عمده‌ای در اداره کشور دارند و مسئولان حکومتی را خود انتخاب کرده و بر کارهای ایشان نظارت دائمی دارند؛ ولی این مردم از مکان‌های مختلف بوده و حکومتی که شکل گرفته حکومتی مرکزی است که وظیفه اتحاد و هماهنگی بین واحدهای مختلف کشور را به عهده دارد. وظایف حکومت مرکزی برخی از مسائل کلان کشور است که از دیگر واحدها سلب شده و بر عهده آن گذاشته شده است. اما خود هر یک از واحدها هم نظام اداری و قوانین خاص خود را دارند که بر اساس آن اداره می‌شوند و سازوکار انتخاب مسئولان این واحدها نیز عموماً دموکراتیک است. هر یک از واحدها بنا به معیارهای متفاوت مانند جمعیت و … در اداره حکومت مرکزی و در بودجه کلان سهم داشته و به نسبت‌های مختلف یا یکسان در مجلس نمایندگان نماینده دارند. به مجموع این واحدها فدراسیون گفته می‌شود. نمونه‌هایی از فدرالیسم در دوران مدرن را می‌توان ایالات متحده و آلمان در نظر گرفت.

##### پادشاهی فدرال
یک پادشاهی فدرال فدراسیونی از ایالات است که یک پادشاه بر تمام آن حکومت می‌کند ولی هر ایالت پادشاه خود را داشته یا حتی با نظام غیر سلطنتی اداره می‌شود. این ایالت‌های گوناگون همگی به فدراسیون پیوسته و خود را تحت حکومت شاه اصلی قرار می‌دهند.

##### جمهوری فدرال
یک اتحادیه فدرال از ایالات یا استان‌ها که از نظام جمهوری برای حکومت خویش بهره می‌جوید. مثال‌های این مورد را می‌توان آرژانتین، استرالیا، برزیل، آلمان، هند، روسیه و سوئیس در نظر گرفت.

#### دسته‌بندی بر اساس دیگر ساختارهای توزیع قدرت

##### ادهوکراسی
توسط حکومتی اداره می‌شود که نهادها و اصولی منسجم ندارد و سازمان یافته نیست، این مفهوم دقیقاً مفهوم مخالف بوروکراسی (دیوان سالاری) است و کاملاً در عرصه عمل هم مخالف آن عمل می‌کند.

##### آنارشیسم
یا هرج‌ومرج گرایی که گهگاه به این مفهوم بی‌حکومتی هم گفته می‌شود؛ ساختاری است که برای از بین بردن هر گونه امر اجباری و حکومتی تلاش می‌کند و معتقد است همه امور باید به گونه داوطلبانه و از بین داوطلبان اداره شوند. آنارشی وضعیتی است که در آن هیچ حکومتی وجود ندارد.
این امر ممکن است بعد از یک جنگ داخلی اتفاق بیفتد، وقتی که حکومت از هم فروپاشیده است و گروه‌های رقیب برای به قدرت رسیدن در حال جنگ با یکدیگر هستند. هم چنین اشخاصی نیز وجود دارند که آنارشیست خوانده می‌شوند. ایشان معتقدند که هر گونه حکومتی امری بد و غیر مفید است و این اعتقاد است که آنارشیسم خوانده می‌شود. آنارشیست‌ها فکر می‌کنند که حکومت مردم را از سامان دادن به زندگی شخصی شان بازمی‌دارد؛ و به جای آن می‌پندارند که اگر مردم خود کنترل امور را در دست بگیرند و با هم و در کنار یکدیگر کار کنند، به نتیجه بهتری خواهند رسید و زندگی مطلوب تری خواهند داشت و هر جامعه‌ای را که بخواهند و انتخاب کنند، خواهند داشت.

##### جامعه گروه
توسط یک گروه کوچک (معمولاً خانواده) اداره می‌شود که نظامی نیمه رسمی و وراثتی دارد، و قوی‌ترین (یا از نظر جسمی یا از نظر شخصیت) رهبری همه را به عهده می‌گیرد. این مدل بسیار شبیه زندگی گروهی در دیگر حیوانات، مانند گرگ‌ها، است.

##### بوروکراسی
یا دیوان سالاری توسط نظامی حکومتی اداره می‌شود که از دبیران اداری بسیار بهره می‌جوید، کسانی که این نظام را اداره می‌کنند، کارمندان، مدیران، دبیران و دیگر افراد شاغل در کارهای اداری می‌باشند.

#### = ریاستی (قبیله‌ای)
نظامی است که در جامعه‌ای بسیار کوچک اعمال می‌شود که در درجه‌های متفاوتی از تمرکز گرایی قرار دارد. رهبر این گروه که معمولاً به صورت قبیله‌ای زندگی می‌کنند، فردی است که رئیس نامیده می‌شود.

##### سایبرسیناسی
یا سیستم اطلاعات و نظارت، توسط عده از افراد منزوی و دور افتاده اداره می‌شود که تنها از داده‌های رسیده به ایشان استفاده می‌کنند تا تمام ابعاد زندگی خصوصی و عمومی مردم را نظم و سامان دهند و در این راه فقط از فناوری استفاده می‌کنند و هیچ گونه تعاملی با شهروندان ندارند. اطلاعات و واقعیات تنها منبع مورد نیاز و در دست ایشان برای تصمیم‌گیری دربارهٔ امور است. نمونه تاریخی این امر را می‌توان در شیلی سراغ گرفت.

##### نظام پارلمانی
نظامی حکومتی دموکراتیک که در آن وزاری قوه مجریه مشروعیت خود را برای انجام وظیفه، از تصویب و موافقت مجلس یا قوه مقننه می‌گیرند؛ قوه مقننه و قوه مجریه در این نظام به هم پیوسته هستند. این مدل نظامی سیاسی است که در آن قدرت برتر و مافوق در دست شهروندان است که نماینده‌های مجلس را به‌طور مستقیم و به اراده خود انتخاب می‌کنند.

##### نظام ریاست جمهوری
نظامی حکومتی است که قوه مجریه که به دست رئیس‌جمهور اداره و رهبری می‌شود هم در راس حکومت است و هم در راس دولت. در چنین نظام‌هایی این قوه به‌طور کاملاً مستقل و منفک از قوه مقننه وجود دارد، و در شرایط عادی مسئولیتی برای پاسخ گویی به این قوه نداشته و نمی‌تواند توسط آن از ادامه فعالیت معاف شود و از کار کنار گذاشته شود.

##### نوموکراسی
یا قانون سالاری، توسط حکومتی اداره می‌شود که فقط محدود و ملزم به رعایت قوانین منطقی و عقلانی و حقوق مدنی است، در تضاد با نظام‌های خدا سالار و مذهبی حکومت و حکومت. در یک نوموکراسی قدرت نهایی و بیشترین قدرت در خود قانون وجود دارد و هیچ منبع دیگری برای اعطای این قدرت وجود ندارد. این قدرت یکی از کمیاب‌ترین قدرت‌ها در جهان است.

## اشکال حکومت با توجه به دیگر ویژگی‌ها

### با توجه به نظام اجتماعی-اقتصادی
از دیدگاه تاریخی، بیشتر نظام‌های سیاسی بر اساس ایدئولوژی‌های اجتماعی-اقتصادی شکل و نظام یافته‌اند؛ تجربه جنبش‌هایی که به قدرت رسیده‌اند، و وابستگی‌های عمیق و محکمی که ایشان با بعضی از اشکال خاص حکومت داشته‌اند، می‌تواند باعث شود تا آن‌ها شکلی از حکومت را به عنوان هویت خود تعریف کرده و خود را با آن بشناسانند.

#### سرمایه‌داری (کاپیتالیسم)
در یک اقتصاد سرمایه‌دار یا بازار آزاد، مردم مالک تجارت‌ها و املاک و دارایی‌های خویش هستند و باید خدمات را برای استفاده شخصی و خصوصی خریداری کنند، مانند خدمات درمانی و بهداشتی.

#### کمونیسم
در یک کشور کمونیست، طبقه کارگر از طریق تعاونی‌ها و اصناف مالک تمام تجارت‌ها و مزارع هستند و خدمات درمانی، آموزشی و رفاهی بین همه تقسیم می‌شود.

#### فئودالیسم
نظامی از مالکیت زمین‌ها و وظایف است. تحت فئودالیسم تمام زمین‌های در گستره یک پادشاهی متعلق به پادشاه بوده‌اند. با این وجود، پادشاه بعضی از زمین‌ها را به لردها و دیگر افراد طبقه اشراف اعطا می‌کرده تا برای وی و در کنار وی بجنگند. به این زمین‌های بخشیده شده، ملک اربابی گفته می‌شده است. در مرحله بعد این اشراف بودند که بعضی از زمین‌هایشان را به رعایا می‌دادند و به این خاطر رعایا ملزم به انجام وظایفی برای اربابان خویش بودند. به ملک رعایا تیول گفته می‌شد.

#### سوسیالیسم
حکومت‌های سوسیالیست مالک بسیاری از صنایع بزرگ هستند و مهیاکننده خدمات آموزشی، درمانی و رفاهی برای شهروندان شان هستند در حالی که به ایشان اجازه می‌دهند تا حدی انتخاب‌های اقتصادی و فعالیت اقتصادی نیز داشته باشند.

#### حکومت رفاهی
مفهومی است که تحت آن حکومت باید نقشی کلیدی در پاسداشت و ترویج و توسعه رفاه اقتصادی و اجتماعی شهروندان خود بازی کند. این مدل بر اساس اصول برابری در فرصت‌ها، بازتوزیع منصفانه ثروت و مسئولیت عمومی برای افرادی که نمی‌توانند از خود مراقبت کنند و حداقلی از استانداردهای زندگی خوب را برای خود فراهم کنند، پایه‌ریزی شده است.

### با توجه به نظام سیاسی

#### نخبه گرایی
ملتی مستقل با گروهی کوچک و مدرن شده از نخبگان.

#### چندرهبری
مدلی با ریشه‌ای یونانی که برای یاد کردن از دموکراسی‌های غربی نیز استفاده می‌شود.

#### مرکز گرایی
ملت‌هایی که قدرت زیادی را به حکومت مرکزی خود اعطا کرده‌اند و همه چیز حول محور و مرکزیت آن‌ها انجام می‌گیرد.

#### شخصی گرایی
حکومت‌هایی از اشخاصی که رهبری سیاسی نا پایدار و بی‌ثباتی دارند، بهره می‌جویند.

### با توجه به مدل قانون اساسی
بعضی از این موردها مواردی مشخص هستند که نمونه‌هایی خاص و منحصربه‌فرد را تعریف می‌کنند؛ سایر موارد از دیدگاه تاریخی با دیگر شکل‌های شناخته شده حکومت در هم آمیخته‌اند.
- حکومت بر اساس قانونی مافوق و اعلی
- جدایی دین از حکومت
- کنترل ارتش به دست شهروندان
- حکومت‌های خودکامه و تمامیت‌خواه در برابر سیاست‌های لیبرال
- نظام‌های اقتصادی (مانند سرمایه‌داری، سوسیالیسم، حکومت رفاهی و فئودالیسم)
- اندروکراسی (پدر سالاری) در مقابل جینارشی (مادر سالاری) – سیطره یک جنس خاص بر همه

### با توجه به استقلال هر منطقه
این فهرست بر روی رویکردهای متفاوتی تمرکز دارد که نظام‌های سیاسی را به توزیع حاکمیت و اعطای استقلال به مناطق مختلف داخل کشور می‌کشاند.
- حاکمیت منحصراً در دست قدرت مرکزی باشد:

- امپراتوری
- حکومت واحد

- حاکمیت در حکومت مرکزی وجود داشته باشد و به مناطق پیرامونی هم اعطا شده باشد:

- هژمونی (برتری قدرت مرکزی نسبت به قدرت نواحی پیرامونی)
- فدراسیون یا جمهوری فدرال
- کنفدراسیون
- پادشاهی فدرال

- اعطای بیشتر حاکمیت به دیگر مناطق بدون قدرت خاص مرکزی:

- فدرالیسم نا متقارن
- شبه فدرالیسم نا متقارن
- حکومت متحد
- کشور تحت‌الحمایه
- وابستگی مستعمراتی
- حکومت بر دریا (توسط چند کشور ملتزم شده به یکدیگر تحت یک پیمان یا میثاق)
- لیگ یا اتحادیه
- کشورهای مشترک‌المنافع
- تمرکززدایی و واگذاری قدرت و بازتوزیع آن میان قدرت مرکزی و دیگر مناطق و نواحی

### دسته‌بندی‌های نظری و فرضی
این دسته‌بندی که در ادامه می‌آید در جهان واقعی هیچ گونه مثال قابل ذکری ندارد و فقط در حد خیال و گمان و فرض است.

#### جمهوری شرکت
شکلی فرضی از حکومت که گهگاه در دنیای داستان‌ها و افسانه‌های علمی-تخیلی نیز آمده است، چرا که گفته شده است که بعضی از ملت‌ها در طول تاریخ هم چون فلورانس در قرون وسطا به این شکل جمهوری شرکت اداره شده‌اند. گرچه چنین حکومتی بعضی از شاخصه‌ها و صورت ظاهری جمهوری را دارد، اما یک جمهوری شرکت در درجه اول مانند یک تجارت و بازرگانی اداره می‌شود و هیئت مدیره و هیئت اجرایی دارد. تأسیساتی نظیر بیمارستان‌ها، مدارس، نیروی نظامی، و نیروهای پلیس همه و همه باید خصوصی شوند. تمام امور رفاهی اجتماعی که به عنوان کارکرد حکومت در نظر گرفته می‌شدند باید به شرکت‌ها واگذار شوند تا آن‌ها با انجام و ارائه این خدمات به خود و کارمندان شان نیز سود برسانند. گرچه جمهوری شرکت‌ها به‌طور رسمی در دنیای مدرن وجود خارجی ندارند، عموماً در کارکردهای افسانه‌ای و نقد و تفسیرهای سیاسی مورد استفاده قرار می‌گیرند.
بعضی از دانشمندان علم سیاست حکومت‌های سوسیالیست را نوعی از جمهوری شرکت‌ها در نظر می‌گیرند، چرا که حکومت بر تمام امور اقتصادی و زندگی سیاسی شهروندان نظارت دارد و یک انحصار را دربارهٔ همه چیز در داخل مرزهای کشور ایجاد کرده است و می‌توان این‌گونه پنداشت که خود حکومت تبدیل به یک ابرشرکت انحصار طلب شده است.

#### ماگوکراسی
یا شعبده سالاری، توسط حکومتی اداره می‌شود که بالاترین مقامات آن را شعبده بازان، جادوگران، ساحران و ساحره‌ها تشکیل می‌دهند. این مدل به شدت شبیه رژیم‌هایی است که به‌طوری گسترده در داستان‌های تخیلی و ژانر فانتزی به تصویر کشیده شده است.

#### یونیوکراسی
به مدلی گفته می‌شود که ذهن یک فرد از طریق انواع فناوری‌ها و به صورت تکنیکی به ابر رایانه‌ای متصل شده است که وی را قادر می‌سازد وقتی مشکلات پیش می‌آیند و به این ذهن کامپیوتری منتقل می‌شوند بتواند سریع و از طریق پردازش‌های کامپیوتری به نتیجه‌ای منصفانه و کارآمد دست یابد و این‌گونه تمام مشکلات در بدو ایجاد و به سرعت حل می‌شوند. این مدل هم چنین با عنوان اصل کندوی ذهن نیز شناخته شده است، چرا که در مدل‌های معمولی برای مثال هر کس از افراد مستقلانه رأی و نظر خود را دربارهٔ مسئله پیش رو می‌دهد و از جمع‌بندی این آرا به نتیجه مورد نظر دست می‌یابیم؛ ولی در این مدل تصمیم‌گیری‌ها مثل کندو انجام می‌شوند و چون تمام افراد با رشته‌هایی کامپیوتری به هم متصل اند، به جای این که هر کس نظر متفاوتی داشته باشد و بعد با شمردن اکثریت به یک نتیجه برسیم، اینجا قبل از اظهار نظر هر یک از افراد، به یک نظر واحد خواهیم رسید چرا که تمام واحدها به‌طور شبکه‌ای به یک دیگر متصل هستند و یک نظر را ارائه خواهند کرد.

## نقشه‌های مرتبط

کشورهایی که با رنگ آبی در نقشه مشخص شده‌اند کشورهایی هستند که بنا به اعلام خانه آزادی در سال ۲۰۱۳، دموکراسی‌های انتخاباتی در جهان هستند.